# Филис Шлафли
Филис Макалпин Стјуарт Шлафли (енгл. Phyllis McAlpin Stewart Schlafly, Сент Луис, 15. август 1924 — Ладу, 5. септембар 2016) била је амерички уставни адвокат, конзервативна активисткиња, писац и оснивач форума Орао. Позната је по свом противљењу модерном феминизму и својој кампањи против предложеног Амандмана о једнаким правима. Такође је коаутор књига о националној одбрани САД и била је оштри критичар споразума о контроли наоружања са Совјетским Савезом.
Током 1970-их је основала Форум Орао. До 2013. она је још увек председник ове организације и присуствује на предавањима ове организације. 
Филис Шлафли је мајка Ендруа Шлафлија, конзервативног активисте и оснивача сајта Конзервапедија.
Године 2020. изашла је мини-серија Госпођа Америка у којој њен лик тумачи Кејт Бланчет.